# Otherside
"Otherside" är en låt av den amerikanska rockgruppen Red Hot Chili Peppers, utgiven som den tredje singeln från albumet Californication den 11 januari 2000. Den skrevs av bandmedlemmarna och producerades av Rick Rubin. Singeln nådde upp till plats 14 på den amerikanska topplistan.

## Text
Texten handlar om bandets tidigare gitarrist Hillel Slovak, som avled av en heroinöverdos den 25 juni 1988, och de problem som beroendet medförde. "Otherside" syftar då på livet efter detta.

## Musikvideo
Videon till låten regisserades av Jonathan Dayton och Valerie Faris. Musikvideon som till största delen är svartvit är inspirerad tysk expressionism och kubiströrelsen men har även gotiska undertoner. Videon följer en ung mans mardröm i vilken han slåss med diverse inre demoner. Videon slutar med att mannen är tillbaka där videon började vilket kan tolkas som missbrukets destruktiva spiraler.

## Covers
Den tyska popsångerskan Mandy Capristo gav ut en cover på sitt album Grace från 2012.

## Mottagande
Låten sålde över 3 miljoner exemplar vilket gav den platinumstatus och blev nummer 14 på Hot 100 liksom nummer ett på Alternative Airplay.

## Låtlista
1. "Otherside" (album) – 4:16
2. "How Strong" – 4:43